# Troy Davis
Troy Anthony Davis (9 de octubre de 1968 – 21 de septiembre de 2011), fue un hombre afroestadounidense condenado y ejecutado por el asesinato del policía Mark MacPhail, hecho ocurrido  en Savannah, Georgia, en 1989. Troy Davis se declaró inocente de todos los cargos. En agosto de 1991 fue condenado a muerte. La ejecución estuvo prevista en 3 ocasiones (en julio de 2007, septiembre de 2008 y octubre de 2008) pero en todos los casos hubo un aplazamiento de la sentencia. Finalmente fue ejecutado el 21 de septiembre de 2011. Su ejecución ha reavivado el debate sobre la pena capital en los Estados Unidos.
Este caso fue descrito por sus abogados como el prototipo del negro condenado injustamente por la muerte de un blanco.

## Los hechos
Según la fiscalía el acusado en primer lugar realizó disparos en una fiesta en el barrio de Cloverdale, Savannah, hiriendo a un hombre en el rostro. Luego asesinó a MacPhail. Los fiscales apoyaron su acusación en el informe de balística el cual determinó que los casquillos hallados en la escena del crimen y los encontrados en el tiroteo anterior provendrían de la misma arma.
De los nueve testigos que declararon en contra de Davis en el juicio, siete se retractaron posteriormente y en agosto de 2009 denunciaron que fueron presionados por la policía para inculpar al joven. Por otra parte, el arma con la que se cometió el asesinato jamás pudo ser hallada ni se recolectaron huellas dactilares ni rastros de ADN. Nada de esto logró torcer la voluntad de los tribunales que revisaron el caso.

## Pedidos de clemencia

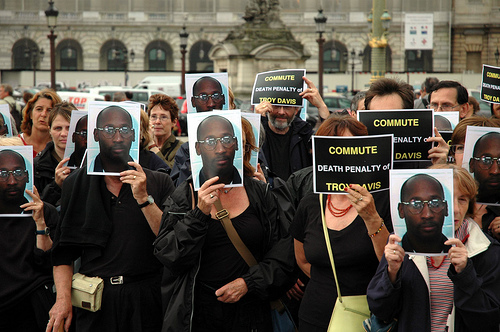
Manifestación en apoyo a Davis. París, julio de 2008

El caso había tomado trascendencia internacional, hubo pedidos de clemencia de Amnistía Internacional, la Unión Europea, el expresidente de Estados Unidos Jimmy Carter, el Papa Benedicto XVI y numerosos grupos de derechos civiles, sin embargo la Junta de Perdones y Libertad Condicional de Georgia un día antes de su ejecución le negó clemencia.
Según Amnistía Internacional: "Desde que fue inculpado, Troy Davis reconoció haber estado en el lugar de los hechos, pero negó ser el autor del crimen, no hay ninguna prueba material en su contra”.

## Palabras finales
Antes de morir, Davis dirigió unas palabras a la familia de Mark MacPhail: "Que Dios tenga piedad de vuestras almas. Yo no maté a vuestro hijo, no estaba armado, no hice eso. No tenía un arma esa noche, no he sido responsable de eso".
Por su parte Anneliese MacPhail, madre del policía asesinado dijo: "Estoy contenta, aceptamos la decisión, quiero tener paz ahora. Esto tenía que acabar".

## Ejecución
El deceso de Davis por inyección letal se produjo a las 4:08 GMT, solo cuarenta minutos después de que la Corte Suprema de Estados Unidos rechazara un recurso in extremis para impedir la ejecución.